# Yarankach
 (mai 2021).
Si vous disposez d'ouvrages ou d'articles de référence ou si vous connaissez des sites web de qualité traitant du thème abordé ici, merci de compléter l'article en donnant les références utiles à sa vérifiabilité et en les liant à la section « Notes et références ».
Yarankach (ou Yaranqash) est un esclave franc qui a assassiné Zengi, l'Atabeg d'Alep et de Mossoul alors que celui-ci assiégeait Qal'at Ja'bar.
Dans la nuit du 14 au 15 septembre 1146, Zengi est réveillé par un de ses eunuques, Yarankach, en train de boire le vin qu'il a laissé dans un gobelet. Furieux d'un tel comportement, il le menace d'un châtiment pour l'aube et se rendort, mais l'eunuque l'assassine dans son sommeil. Après avoir assassiné Zengi, Yarankach s'enfuit à Dawsar, puis à Damas où il s'imaginait être bien reçu par l'ennemi des Zengides, le régent Mu'in ad-Din Unur mais celui-ci afin d'entretenir de bonnes relations avec Alep, arrêta et envoya Yarankach à Nur ad-Din, le fils et successeur de Zengi. Alors celui-ci l'envoya à son autre frère Saif ad-Din Ghazi Ier qui régnait à Mossoul et ce dernier l'exécuta en 1146.